# Surf's Up 2: WaveMania
Surf's Up 2: WaveMania é uma comédia de animação por computador americana-canadense de 2017 dirigida por Henry Yu. É uma sequência do filme Surf's Up de 2007. Produzido pela Sony Pictures Animation e WWE Studios com animação da Rainmaker Entertainment, o filme foi lançado no dia 17 de Janeiro de 2017, nos Estados Unidos.
Jeremy Shada e Melissa Sturm substituem respectivamente Shia LaBeouf e Zooey Deschanel como Cody Maverick e Lani Aliikai. Jon Heder e Diedrich Bader retornam como Chicken Joe e Tank Evans, respectivamente, enquanto os lutadores profissionais da WWE John Cena, The Undertaker, Triple H, Paige, Michael Cole e Vince McMahon compõem o resto do elenco.

## Enredo
Dez anos após os eventos de Surf's Up, o agora pinguim rockhopper do norte de 27 anos Cody Maverick vive na obscuridade na Ilha Pen Gu, onde ensina crianças a surfar em sua própria escola de surf ao lado de sua agora esposa, o pinguim-gentoo Lani Aliikai, oposto por seu ex-rival Tank Evans, que também dirige sua própria escola de surf. Como resultado da vitória no Big Z Memorial, Chicken Joe se tornou um surfista mundialmente famoso, atuando em competições ao redor do mundo.
Chicken Joe deixa sua turnê mundial para visitar a ilha Pen Gu. Ao mesmo tempo, "The Hang 5", uma equipe de surfistas radicais e caçadores de emoção (composta por lontra do mar Mr. McMahon, pinguins JC (John Cena), The Undertaker, Hunter (Triple H) e Paige, e seu locutor Seagull), chegam na ilha. Como Cody era um grande fã deles desde a infância, ele convida todo o time para sua casa e dá uma festa em sua homenagem. Na festa, o Sr. McMahon revela que a equipe está em uma jornada para um ponto de surfe mítico chamado de "Trincheiras" para cavalgar um barco de 50 ft (15 m) vagalhão, e ainda revela à sua equipe que ele está se aposentando, e veio para a ilha para encontrar seu substituto. Após o Sr. McMahon e Paige escolherem Lani, Cody e Tank respectivamente convenceram JC e Hunter a patrociná-los como potenciais substitutos para McMahon, o Undertaker selecionou ao acaso Chicken Joe para que ele também tivesse um candidato, sem saber de sua fama.
O grupo posteriormente deixa a ilha em cima de uma baleia . Tendo se aproximado de um litoral desconhecido, eles caminham (e depois surfam) por um deserto por um tempo (encontrando areia movediça), antes de chegarem a uma selva, na qual o grupo pára para pernoitar. No dia seguinte, enquanto procuravam na selva, eles encontram um templo, os restos de uma antiga civilização de pinguins que adorava a arte do surf, Tank descobrindo uma prancha dourada. Além disso, o grupo usa asa-delta improvisada combinada com pranchas de surfe para cruzar um lago de lava por sugestão de Cody (por ter visto hieróglifos do templo), durante o qual, devido à sua briga com Tank, ele quase derruba Chicken Joe na lava, e 5 repreendê-lo por seu comportamento. Sentindo imensa culpa, Cody sai durante a noite, enquanto o grupo segue em direção à Paliçada.
Enquanto caminha de volta, Cody se depara com outro conjunto de hieróglifos retratando o campeão da civilização cavalgando as ondas da ilha e sua eventual morte em The Trenches, levando Cody a decidir retornar para avisar Chicken Joe e Lani. Enquanto isso, o resto do grupo chega a The Trenches, onde Seagull é atingido por um raio e se desintegra; Lani deduz a frase de efeito "RTL" de The Hang 5 como sendo uma referência ao ato de "montar o raio", ou seja, surfar durante uma tempestade, o que eles fizeram anteriormente em todo o mundo. Depois de admitir que todos os membros do The Hang 5 são por definição "loucos" e que é preciso "RTL" para ingressar, Lani declina a adesão, Chicken Joe aceita uma adesão honorária do Undertaker e Tank relutantemente concorda em "RTL" para adquirir a fama e a fortuna associadas a ser um membro.
Montagem antes da formação de um 50 ft (15 m) onda rebelde, The Hang Five e Tank cavalgam em cima dela enquanto um raio se espalha sobre suas cabeças. Tendo mudado de ideia e temendo por sua vida, Tank nada atrás da onda, perseguido por um raio por causa da natureza metálica de sua prancha de surfe, enquanto o Hang 5 continua manobrando entre os raios; o Undertaker é atingido por um raio e cai na água. Ele é resgatado por Paige e JC e levado para a costa, onde seu coração parou de bater; o Undertaker é posteriormente revivido por Chicken Joe através do uso de picadas de água-viva . O grupo então testemunha o retorno de um tanque de resgate de Cody. Depois de tal ato altruísta, o Sr. McMahon convida Cody para se juntar à equipe, mas ele se recusa, não querendo abandonar seus amigos e sua ilha. Impressionado com Cody, o Sr. McMahon decide adiar sua aposentadoria e o desejo de "leite de peixe" para continuar com a equipe.

## Elenco de voz
- Jeremy Shada como Cody Maverick, um pinguim rockhopper do norte de 27 anos e marido de Lani. Shada substitui Shia LaBeouf do primeiro filme.
- Melissa Sturm como Lani Aliikai, um pinguim gentoo e esposa de Cody. Sturm substitui Zooey Deschanel do primeiro filme.
- Jon Heder como Chicken Joe, um frango e companheiro de equipe de Cody, reprisando seu papel do primeiro filme.
- Diedrich Bader como Tank "The Shredder" Evans, um pinguim imperador e rival de Cody e o principal antagonista, reprisando seu papel desde o primeiro filme.
- John Cena como JC[3]
- Mark Calaway como o Undertaker
- Paul Levesque como Hunter
- Saraya-Jade Bevis como Paige
- Vince McMahon como Sr. McMahon
- Michael Cole como uma Gaivota
- Zoe Lulu como Kate
- Declan Carter como Arnold
- James Patrick Stuart como entrevistador e locutor

## Produção
Desde o lançamento do original, Mario Cantone, Jon Heder e Shia LaBeouf do filme mencionaram várias vezes a possibilidade de uma sequência. Em 1 de março de 2016, a Sony Pictures Entertainment anunciou que tinha uma parceria com o WWE Studios para uma sequência de Surf's Up . Henry Yu foi contratado como o diretor do filme, fazendo desta sua estreia na direção, enquanto Abdul Williams era convocado para escrever o roteiro.
O projeto foi iniciado pela World Wrestling Entertainment (WWE), que consultou a Sony para um possível projeto que ajudasse a expandir sua marca e atingir uma nova geração de públicos. De acordo com Yu, a WWE achava que Surf's Up tinha "uma vibração muito divertida. É muito alegre. Tem muita diversão boba e caricatura. " Ele também observou que o filme é "sobre surf - é sobre esportes. Então pensamos que era um ajuste natural. " Todos os designs de personagens tiveram que ser aprovados pela WWE.

## Ligações Externas
- Website oficial
- Surf's Up 2: WaveMania. no IMDb.